# Bitwa morska pod Lade (201 p.n.e.)
Bitwa morska pod Lade – starcie zbrojne, które miało miejsce w roku 201 p.n.e.
Po bitwie morskiej pod Chios król Filip V nie uznał swojej porażki (z taktycznego punktu widzenia bitwa była nierozstrzygnięta) i po odpłynięciu floty rodyjskiej wylądował na lądzie stałym, gdzie spustoszył ziemie Pergamonu. Po wycofaniu się z doszczętnie ograbionego pergamońskiego królestwa flota macedońska starła się z flotą rodyjską pod Lade (jeden z portów w Milecie), u ujścia Zatoki Latmijskiej, zadając jej całkowitą klęskę. Straty rodyjskie wyniosły dwa pięciorzędowce z załogami. Reszta okrętów umknęła. Po tym zwycięstwie Filip oraz Heraklejdes z Tarentu wkroczyli do Miletu - miasta jońskiego na wybrzeżu Azji Mniejszej.